# Albert Dumont (archéologue)
Pour les articles homonymes, voir Albert Dumont et Dumont.
Albert Dumont, né le 21 janvier 1842 à Scey-sur-Saône-et-Saint-Albin (Haute-Saône) et mort le 11 août 1884 à La Queue-les-Yvelines, est un helléniste et archéologue français, fondateur de l'École française de Rome.

## Biographie
Élève du lycée Charlemagne, il fait ses études à l'École normale supérieure et est reçu premier à l'agrégation d'histoire. Membre de l'École française d’Athènes de 1864 à 1868, il pratique l'étude systématique des documents archéologiques, visite les collections particulières grecques et établit des catalogues.
Devenu Directeur de l'École française d’Athènes (1875-1879), il parvient à faire de l'école un concurrent à la hauteur de l'Institut allemand et fonde le Bulletin de correspondance hellénique et la Bibliothèque des écoles d'Athènes et de Rome.
Dumont est le premier membre de l’École d'Athènes à s’intéresser à la préhistoire. Entretenant des rapports avec Gabriel de Mortillet, il analyse les céramiques de Santorin recueillies en 1870 et procède à l'étude des inscriptions céramiques en établissant un véritable corpus admiré même des savants allemands.
En 1870, avec Jules Chaplain, il obtient une mission du ministère de l'Instruction publique pour étudier les vases grecs peints et découvrir leur provenance. Malheureusement, le déclenchement de la Guerre franco-allemande de 1870 met fin à la mission et les deux hommes s'engagent en tant qu'ambulanciers. Au retour de la paix, ils peuvent enfin reprendre leurs travaux.
Soutenu par le monde universitaire, Albert Dumont obtient par décret du 25 mars 1873 la création d'un cours d'archéologie à Rome qui au moment de sa nomination comme directeur devient le 26 novembre 1874 l'École française de Rome. Il la quitte l'année suivante pour prendre la direction de l’École française d'Athènes qu'il transforme en véritable institut de recherche. Il forme alors toute une série de célèbres archéologues : Jean Bayet, Raymond Bloch, Maxime Collignon, Théophile Homolle, Jules Martha, Eugène Müntz, Louis Duchesne ou encore Edmond Pottier.
Directeur de l'enseignement supérieur de 1879 à 1884, il réorganise toute l'université française, y introduit l'archéologie, crée des chaires d'archéologie à Paris et Bordeaux et confie à Émile Cartailhac un cours de préhistoire à la Faculté des lettres de Toulouse.
Il est élu à l'Académie des inscriptions et belles-lettres en 1882.

## Publications
- Note sur les monuments de l'âge de la pierre trouvés en Grèce, 1866-1867.
- Essai sur la chronologie des archontes athéniens postérieurs à la CXIIe Olympiade, 1870.
- L'administration et la propagande prussiennes en Alsace, 1871.
- Marques des anses d'amphores, 1872.
- Sur les vases d'Acrotiri, in Journal des savants, décembre 1872.
- Le Balkan et l'Adriatique, 1873.
- Les vases peints de la Grèce propre, avec J. Chaplain, in Journal des savants, septembre-décembre 1872 et avril-septembre 1873.
- Peintures céramiques de la Grèce propre : recherches sur les noms d'artistes lus sur les vases de la Grèce, Imprimerie nationale, Paris, 1874 (lire en ligne sur Gallica).
- Inscriptions et monuments figurés de la Thrace, 1876.
- Essai sur l'éphébie attique, 1875.
- Études d'archéologie athénienne, Ernest Thorin éditeur, Paris, 1879 (lire en ligne sur Gallica).
- Terres cuites orientales et gréco-orientales : Chaldée, Assyrie, Phénicie, Chypre et Rhodes, Imprimerie nationale, Paris, 1884 (lire en ligne sur Gallica).
- Les Céramiques de la Grèce propre, posth., 1888-1890, 2 vol. (tome 1), (tome 2).
- Mélanges d'archéologie et d'épigraphie, posth., 1892 (lire en ligne sur Gallica).